# روبی سروینی
روبی سروینی (انگلیسی: Rubí Cerioni; ۱ مهٔ ۱۹۲۷ – ۱۷ مارس ۲۰۱۲) بازیکن فوتبال اهل آرژانتین بود.
از باشگاه‌هایی که در آن بازی کرده‌است می‌توان به باشگاه فوتبال ریور پلاته، باشگاه فوتبال اطلس، و باشگاه ورزشی دیپورتیوو کالی اشاره کرد.